# Saison 1982-1983 de l'USM Alger
Chronologie
Saison précédente Saison suivante
La saison 1982-1983 de l'USM Alger est la 12e saison du club de la capitale en première division. L'équipe est entraînée depuis 1982 par Abdelkader Zerrar. Le USMA finit seizième du championnat, huitièmes de finale de la coupe d'Algérie et atteint les quarts de finale de la coupe des vainqueurs de coupe.

## Compétitions

### Championnat d'Algérie
| Date             | Journée | Adversaire     | Lieu                                    | Score | Buteurs de l'USM Alger               | Arbitres       | Affluence |
| ---------------- | ------- | -------------- | --------------------------------------- | ----- | ------------------------------------ | -------------- | --------- |
| MATCHS ALLER     |         |                |                                         |       |                                      |                |           |
| 22 octobre 1982  | 1       | EP Sétif       | Stade Omar-Hamadi (Alger)               | 2 - 1 | Guedioura 1re, Diab 90e              | Djezzar        | 7,138     |
| 19 novembre 1982 | 2       | MA Hussein Dey | Stade du 5-Juillet-1962 (Alger)         | 0 - 3 | -                                    | Kouras         |           |
| 1 octobre 1982   | 3       | ESM Bel-Abbès  | Stade Omar-Hamadi (Alger)               | 2 - 1 | Boutamine 17e 85e                    | Roumani        | 6,000     |
| 8 octobre 1982   | 4       | GC Mascara     | Stade Aouad Meflah (Mascara)            | 1 - 1 | Boutamine ?                          |                |           |
| 15 octobre 1982  | 5       | WKF Collo      | Stade Omar-Hamadi (Alger)               | 1 - 1 | Azzouz 33e                           |                | 5,461     |
| 29 octobre 1982  | 6       | MP Alger       | Stade du 5-Juillet-1962 (Alger)         | 0 - 0 | -                                    | Garoui         | 44,957    |
| 5 novembre 1982  | 7       | ASC Oran       | Stade Omar-Hamadi (Alger)               | 1 - 1 | ? ?                                  |                |           |
| 12 novembre 1982 | 8       | ESM Guelma     | Stade Ali Abda (Guelma)                 | 2 - 0 | -                                    |                |           |
| 26 novembre 1982 | 9       | CM Belcourt    | Stade du 5-Juillet-1962 (Alger)         | 0 - 1 | -                                    |                | 3,720     |
| 3 décembre 1982  | 10      | ISM Aïn Beïda  | Stade du 24 avril (Aïn Béïda)           | 2 - 1 | Djebbar 13e                          | Mohamed Hansal |           |
| 10 décembre 1982 | 11      | JE Tizi-Ouzzou | Stade Omar-Hamadi (Alger)               | 1 - 1 | Azzouz 25e                           | Belaïd Lacarne | 15,000    |
| 24 décembre 1982 | 12      | WO Boufarik    | Stade Mohamed-Reggaz (Boufarik)         | 1 - 0 | -                                    |                |           |
| 31 décembre 1982 | 13      | RS Kouba       | Stade du 5-Juillet-1962 (Alger)         | 1 - 1 | ? ?                                  | Roumani        | 4,662     |
| 7 janvier 1983   | 14      | USM El Harrach | Stade du 5-Juillet-1962 (Alger)         | 0 - 1 | -                                    | Baghdadi       | 5,398     |
| 21 janvier 1983  | 15      | MP Oran        | Stade 19 juin 1965 (Oran)               | 2 - 1 | Boutamine 80e                        | Belaïd Lacarne | 8,713     |
| MATCHS RETOUR    |         |                |                                         |       |                                      |                |           |
| 28 janvier 1983  | 16      | EP Sétif       | Stade du 8-Mai-1945 (Sétif)             | 2 - 0 | -                                    | Amar Ghotari   |           |
| 11 février 1983  | 17      | MA Hussein Dey | Stade du 5-Juillet-1962 (Alger)         | 2 - 0 | -                                    | Mohamed Hansal | 2,359     |
| 18 février 1983  | 18      | ESM Bel-Abbès  | Stade 24-Février-1956 (Sidi-Bel-Abbès)  | 2 - 1 | Azzouz 41e                           | Sayeh          | 3,273     |
| 11 mars 1983     | 19      | GC Mascara     | Stade Omar-Hamadi (Alger)               | 1 - 0 | Azzouz 83e                           | Seghiri        | 10,000    |
| 18 mars 1983     | 20      | WKF Collo      | Stade Amar Bendjemâa (Collo)            | 0 - 0 | -                                    |                |           |
| 25 mars 1980     | 21      | MP Alger       | Stade du 5-Juillet-1962 (Alger)         | 2 - 1 | Azzouz 2e, Rabet 69e                 | Rachid Medjiba | 1,439     |
| 8 avril 1983     | 22      | ASC Oran       | Stade 19 juin 1965 (Oran)               | 1 - 0 | -                                    | Mohamed Mimoun | 6,350     |
| 15 avril 1983    | 23      | ESM Guelma     | Stade Omar-Hamadi (Alger)               | 1 - 0 | Guedioura 21e                        | Mohamed Hansal | 7,900     |
| 22 avril 1983    | 24      | CM Belcourt    | Stade du 5-Juillet-1962 (Alger)         | 1 - 2 | Boutamine 26e, Rabet 82e             | Sayeh          | 3,000     |
| 29 avril 1983    | 25      | ISM Aïn Beïda  | Stade Omar-Hamadi (Alger)               | 1 - 0 | Guedioura 63e (pen.)                 | Mohamed Hansal | 8,000     |
| 27 mai 1983      | 26      | JE Tizi-Ouzzou | Stade du 1er-Novembre-1954 (Tizi Ouzou) | 0 - 1 | Rabet 69e                            |                |           |
| 3 juin 1983      | 27      | WO Boufarik    | Stade Omar-Hamadi (Alger)               | 3 - 2 | Azzouz 60e, Guedioura 70e 82e (pen.) | Amar Ghotari   | 7,461     |
| 10 juin 1983     | 28      | RS Kouba       | Stade du 5-Juillet-1962 (Alger)         | 1 - 1 | Guedioura 27e                        | Bensalem       |           |
| 13 juin 1983     | 29      | USM El Harrach | Stade du 5-Juillet-1962 (Alger)         | 1 - 1 | ? ?                                  |                |           |
| 17 juin 1983     | 30      | MP Oran        | Stade Omar-Hamadi (Alger)               | 0 - 1 | -                                    | Amar Ghotari   | 10,000    |

### Coupe d'Algérie
| Date            | Heure | Tour          | Adversaire  | Lieu | Score | Buteurs de l'USM Alger | Arbitres | Affluence |
| --------------- | ----- | ------------- | ----------- | ---- | ----- | ---------------------- | -------- | --------- |
| 29 janvier 1983 | -     | 16e de finale | Nadi Oran   | -    | 1 - 2 | -                      | -        | -         |
| 16 février 1983 | -     | 8e de finale  | CM Belcourt | -    | 0 - 1 | -                      | -        | -         |

### Coupe d'Afrique des vainqueurs de coupe 1982
| Date              | Heure | Tour             | Adversaire    | Lieu                 | Score | Buteurs de l'USM Alger            | Arbitres | Affluence |
| ----------------- | ----- | ---------------- | ------------- | -------------------- | ----- | --------------------------------- | -------- | --------- |
| 3 septembre 1982  | -     | Quarts de finale | Hearts of Oak | Stade Omar-Hamadi    | 2 - 1 | Guedioura 19e (pen.), Djebbar 50e | -        | -         |
| 19 septembre 1982 | -     | Quarts de finale | Hearts of Oak | Accra Sports Stadium | 2 - 0 | -                                 | -        | -         |

## Statistiques

### Statistiques collectives
| Compétition                   | Débute au tour      | Termine             | Matches joués | Gagnés | Nuls | Perdus | Buts pour | Buts contre | Différence |
| ----------------------------- | ------------------- | ------------------- | ------------- | ------ | ---- | ------ | --------- | ----------- | ---------- |
| Division 1                    | -                   | seizième            | 30            | 8      | 10   | 12     | 25        | 34          | −9         |
| Coupe d'Algérie               | Seizièmes de finale | Huitièmes de finale | 3             | 2      | 0    | 1      | 2         | 2           | 0          |
| Coupe des vainqueurs de coupe | Quarts de finale    | Quarts de finale    | 2             | 1      | 0    | 1      | 2         | 3           | −1         |
| Total                         | -                   | -                   | 35            | 11     | 10   | 14     | 29        | 39          | −10        |

### Statistiques individuelles
|  | G |  | Kamel Kadri             | 16 | 0 | ? | 0 | ? | 0 |  | 0 |  |  |  |  |  |  |
|  | G |  | Kesraoui                | 8  | 0 | ? | 0 | ? | 0 |  | 0 |  |  |  |  |  |  |
|  |   |  |                         |    |   |   |   |   |   |  |   |  |  |  |  |  |  |
|  | D |  | Abdelmalek Ali Messaoud | 22 | 0 | ? | 0 | ? | 0 |  | 0 |  |  |  |  |  |  |
|  | D |  | Farid Bengana           | 19 | 0 | ? | 0 | ? | 0 |  | 0 |  |  |  |  |  |  |
|  | D |  | Nacer Daoud             | 22 | 0 | ? | 0 | ? | 0 |  | 0 |  |  |  |  |  |  |
|  | D |  | Abderrahmane Derouaz    | 23 | 0 | ? | 0 | ? | 0 |  | 0 |  |  |  |  |  |  |
|  | D |  | Djamel Keddou           | 5  | 0 | ? | 0 | ? | 0 |  | 0 |  |  |  |  |  |  |
|  | D |  | Samir Keddou            | 11 | 0 | ? | 0 | ? | 0 |  | 0 |  |  |  |  |  |  |
|  | D |  | Samir Osmane            | 1  | 0 | ? | 0 | ? | 0 |  | 0 |  |  |  |  |  |  |
|  | D |  | Mohamed Soumatia        | 15 | 0 | ? | 0 | ? | 0 |  | 0 |  |  |  |  |  |  |
|  |   |  |                         |    |   |   |   |   |   |  |   |  |  |  |  |  |  |
|  | M |  | Toufik Berakni          | 6  | 0 | ? | 0 | ? | 0 |  | 0 |  |  |  |  |  |  |
|  | M |  | Brahim Diab             | 15 | 1 | ? | 0 | ? | 0 |  | 0 |  |  |  |  |  |  |
|  | M |  | Salim Boutamine         | 19 | 5 | ? | 0 | ? | 0 |  | 0 |  |  |  |  |  |  |
|  | M |  | Athmane Nourine         | 9  | 0 | ? | 0 | ? | 0 |  | 0 |  |  |  |  |  |  |
|  | M |  | Hocine Rabet            | 16 | 3 | ? | 0 | ? | 0 |  | 0 |  |  |  |  |  |  |
|  | M |  | Seiffoune               | 10 | 0 | ? | 0 | ? | 0 |  | 0 |  |  |  |  |  |  |
|  | M |  | Ali Rabah Talbi         | 17 | 0 | ? | 0 | ? | 0 |  | 0 |  |  |  |  |  |  |
|  | M |  | Tayeb Zahmoul           | 6  | 0 | ? | 0 | ? | 0 |  | 0 |  |  |  |  |  |  |
|  |   |  |                         |    |   |   |   |   |   |  |   |  |  |  |  |  |  |
|  | A |  | Oukid Azzouz            | 22 | 6 | ? | 0 | ? | 0 |  | 0 |  |  |  |  |  |  |
|  | A |  | Bengouia                | 6  | 0 | ? | 0 | ? | 0 |  | 0 |  |  |  |  |  |  |
|  | A |  | Mohamed Benmohamed      | 6  | 0 | ? | 0 | ? | 0 |  | 0 |  |  |  |  |  |  |
|  | A |  | Fodil Djebbar           | 8  | 1 | ? | 0 | ? | 1 |  | 0 |  |  |  |  |  |  |
|  | A |  | Nacer Guedioura         | 17 | 6 | ? | 0 | ? | 1 |  | 0 |  |  |  |  |  |  |
|  | A |  | Farid Mouaci            | 1  | 0 | ? | 0 | ? | 0 |  | 0 |  |  |  |  |  |  |

### Buteurs
| N° | Pos. | Nat. | Nom             | Division 1 | Coupe d'Algérie | Coupe des vainqueurs de coupe | Total |  |   |  |                 |   |   |   |   |
| -- | ---- | ---- | --------------- | ---------- | --------------- | ----------------------------- | ----- |  | - |  | --------------- | - | - | - | - |
| N° | Pos. | Nat. | Nom             | Division 1 | Coupe d'Algérie | Coupe des vainqueurs de coupe | Total |  | A |  | Nacer Guedioura | 6 | 0 | 1 | 7 |
|    | A    |      | Azzouz          | 6          | 0               | 0                             | 6     |  |   |  |                 |   |   |   |   |
|    | M    |      | Salim Boutamine | 5          | 0               | 0                             | 5     |  |   |  |                 |   |   |   |   |
|    | M    |      | Hocine Rabet    | 3          | 0               | 0                             | 0     |  |   |  |                 |   |   |   |   |
|    | A    |      | Fodil Djebbar   | 1          | 0               | 1                             | 2     |  |   |  |                 |   |   |   |   |
|    | M    |      | Brahim Diab     | 1          | 0               | 0                             | 1     |  |   |  |                 |   |   |   |   |
|    |      |      | csc             | -          | -               | -                             | 0     |  |   |  |                 |   |   |   |   |
|    |      |      | Total           | 0          | 0               | 0                             | 0     |  |   |  |                 |   |   |   |   |

## Affluence
Ce graphique représente l'affluence à chaque rencontre jouée à Stade Omar Hamadi et Stade 5 juillet 1962.
Affluence de l'USM Alger à domicile